# Claudio Macciotta
Claudio Macciotta (Turín, 30 de octubre de 1963 - Turín, 25 de octubre de 2017) fue un piloto de motociclismo italiano, que compitió en el Campeonato del Mundo de Motociclismo entre 1986 y 1988.

## Biografía
Claudio hizo su debut en el Mundial en el Gran Premio de Suecia de 1986 de 125 cc pero su atención se centraba en el Campeonato Europeo de 125 con el que se convertirá en Campeón de Europa con una victoria en Italia, segundo en Bélgica, Alemania y Finlandia, y tercero en Checoslovaquia en Brno. En 1987, seguiría su aventura mundialista en 125 cc con una MBA, acabando en el 18.º puesto de la general. En 1988, realizaría su última participación en el "Circo Continental" con una Honda aunque no consigue entrar en zona de puntos en ninguna de sus participaciones.
Maccio continuó vinculado al mundo del motociclismo una vez retirado. Como jefe de mecánicos, estuvo a las órdenes de pilotos como Franco Morbidelli, Roberto Locatelli o Max Sabbatanihasta que llegó a la estructura de Valentino Rossi en 2015, pasando después a capitanear a los mecánicos de Nicolò Bulega. Después de una larga enfermedad, Claudio 
se colgó a sí mismo en su casa, ya que no había deseado realizar el viaje por los circuitos, unos días antes de celebrar su 54 aniversario el 25 de octubre de 2017.

## Resultados en el Campeonato del Mundo
Sistema de puntuación desde 1969 hasta 1987:
| Posición | 1.º | 2.º | 3.º | 4.º | 5.º | 6.º | 7.º | 8.º | 9.º | 10.º |
| Puntos   | 15  | 12  | 10  | 8   | 6   | 5   | 4   | 3   | 2   | 1    |

Sistema de puntuación desde 1988 hasta 1991:
| Posición | 1.º | 2.º | 3.º | 4.º | 5.º | 6.º | 7.º | 8.º | 9.º | 10.º | 11.º | 12.º | 13.º | 14.º | 15.º |
| Puntos   | 20  | 17  | 15  | 13  | 11  | 10  | 9   | 8   | 7   | 6    | 5    | 4    | 3    | 2    | 1    |

### Carreras por año
| Año  | Categoría | Equipo | 1     | 2     | 3       | 4      | 5      | 6     | 7      | 8       | 9     | 10      | 11      | 12      | 13    | 14    | 15 | Pts. | Pos. |
| ---- | --------- | ------ | ----- | ----- | ------- | ------ | ------ | ----- | ------ | ------- | ----- | ------- | ------- | ------- | ----- | ----- | -- | ---- | ---- |
| 1986 | 125cc     | MBA    | ESP - | NAC - | ALE -   | AUT -  | YUG -  | NED - | BEL -  | FRA -   | GBR - | SUE Ret | RSM -   | BDW Ret |       |       |    | 0    | -    |
| 1987 | 125cc     | MBA    |       | ESP 9 | ALE DNQ | NAC 18 | AUT -  |       | NED 17 | FRA Ret | GBR - | SUE -   | CHE 7   | RSM 17  | POR - |       |    | 6    | 18.º |
| 1988 | 125cc     | Honda  |       |       | ESP 19  |        | NAC 21 | ALE - | AUT -  | NED -   | BEL - | YUG 17  | FRA DNQ | GBR DNQ | SUE - | CHE - |    | 0    | -    |

| Color     | Resultado                                                               |
| --------- | ----------------------------------------------------------------------- |
| Oro       | Ganador                                                                 |
| Plata     | 2.ª plaza                                                               |
| Bronce    | 3.ª plaza                                                               |
| Verde     | Finalizó en los puntos                                                  |
| Azul      | Finalizó sin puntos                                                     |
| Azul      | NC - No clasificado                                                     |
| Violeta   | Ret - No terminó (Carrera)                                              |
| Rojo      | DNQ - No se clasificó                                                   |
| Negro     | DSQ - Descalificado                                                     |
| Blanco    | DNS - No empezó (carrera)                                               |
| Blanco    | WD - Retirado (fin de semana)                                           |
| Blanco    | C - Carrera cancelada                                                   |
| Sin color | DNP - Inscrito pero no participó                                        |
| Sin color | INJ - Lesionado                                                         |
| Sin color | EX - Excluido                                                           |
| Estado    | Resultado                                                               |
| Negrita   | Pole position                                                           |
| Cursiva   | Vuelta rápida                                                           |
| †         | Abandona, pero clasifica al completar el porcentaje requerido para ello |